# الدوري الشمالي لكرة القدم 1955–56
الدوري الشمالي لكرة القدم 1955–56 (بالإنجليزية: 1955–56 Northern Football League)‏ هو موسم من الدوري الشمالي لكرة القدم ‏. فاز فيه بيشوب أوكلاند ‏.